# Супербоул XXVI
Супербоул XXVI (англ. Super Bowl XXVI) — 26 игра американского футбола между победителями НФК «Вашингтон Редскинз» и АФК «Баффало Биллс» для определения чемпиона НФЛ 1991 года. Игра была 26 января 1992 года на стадионе Хьюберт Эйч Хамфри Метродоум (Миннеаполис, Миннесота). Количество зрителей — 63 130.
«Вашингтон Редскинз» выиграл у «Баффало Биллс» со счётом 37:24, став, таким образом, четвёртой командой, после «Питтсбург Стилерз», «Сан-Франциско Форти Найнерс» и «Лас-Вегас Рэйдерс», три раза выигравшей Супербоул. И первой командой, а Джо Гиббс первым тренером, которые выиграли Супербоул с тремя разными квотербеками.
«Баффало Биллс» стал третьей командой, проигравшей подряд два Супербоула, после «Миннесота Вайкингс» (VIII и IX) и «Денвер Бронкос» (XXI и XXII).
Это был последний чемпионат «большой четверки» (НФЛ, НБА, НХЛ, МЛБ), выигранный командой, базирующейся в Вашингтоне, пока «Вашингтон Кэпиталз» не выиграли Кубок Стэнли в 2018 году. «Ди Си Юнайтед» из МЛС выиграл четыре титула, но МЛС лишь иногда признается одной из главных лигой в США и Канады.

## До игры
НФЛ приняла решение провести Супербоул в этом городе 24 мая 1989 года на встрече в Новом Орлеане. Другими претендентами были Индианаполис, Понтиак и Сиэтл. Город и стадион впервые принимали матчи Супербоула.
Обе команды завершили регулярный сезон с лучшими результатами в конференции: «Вашингтон Редскинз» (14-2), «Баффало Биллс» (13-3).

## Трансляция
В США игру транслировал CBS. Стоимость рекламы — 850 000 долларов за 30 секунд. Количество зрителей составило примерно 79,6 миллионов человек.
Это был последний Супербоул на CBS до Супербоул XXXV в конце сезона 2000 года.
Игру показывали более чем в 100 странах, включая: Австралию (Network Ten), Канаду (CTV), Мексику (Canal 13) и Великобританию (Channel 4).
Супербоул XXVI был показан в эпизоде Симпсонов, который вышел в эфир 23 января 1992 года и правильно предсказал победу команды.

## Шоу в перерыве
Шоу в перерыве называлось «Зимняя магия» (англ. Winter Magic) и было посвящено предстоящей Зимней Олимпиаде.
В программе приняли участие около 2000 человек, в том числе олимпийские призёры по фигурному катанию Брайан Бойтано и Дороти Хэмилл. Две песни исполнила Глория Эстефан: Live for Loving You и Get on Your Feet.

## Ход матча

### Первая половина
Обе команды вошли в игру как команды с лучшими результатами в лиге, однако счёт до конца первой четверти открыт не был. Во второй четверти Редскинз повели в счёте. И в конце этой четверти счёт был уже 17:0.

### Вторая половина
Редскинз увеличили своё преимущество до 24:0. Только в Супербоул VIII (24:0) и Супербоул XLVIII (36:0) у команд был больший отрыв. До конца третьей четверти счёт стал 31:10. Две команды вместе набрали 24 очка: 14 — «Вашингтон Редскинз» и 10 — «Баффало Биллс», что является рекордом в истории Супербоулов. И 44 очка за вторую половину: 20 и 24 соответственно.

### Результаты игры
Источники:

### Индивидуальные лидеры
| Redskins Passing, Пасующие                 | Redskins Passing, Пасующие | Redskins Passing, Пасующие | Redskins Passing, Пасующие | Redskins Passing, Пасующие | Redskins Passing, Пасующие |
|                                            | C/ATT1                     | Yds2                       | TD3                        | INT4                       | Rating5                    |
| ------------------------------------------ | -------------------------- | -------------------------- | -------------------------- | -------------------------- | -------------------------- |
| Mark Rypien                                | 18/33                      | 292                        | 2                          | 1                          | 92.0                       |
| Redskins Rushing, Выносящие/Бегущие        |                            |                            |                            |                            |                            |
|                                            | Car6                       | Yds7                       | TD8                        | LG9                        | Yds/Car10                  |
| Ricky Ervins                               | 13                         | 72                         | 0                          | 21                         | 5.54                       |
| Earnest Byner                              | 14                         | 49                         | 0                          | 19                         | 3.50                       |
| Gerald Riggs                               | 5                          | 7                          | 2                          | 4                          | 1.40                       |
| Ricky Sanders                              | 1                          | 1                          | 0                          | 1                          | 1.00                       |
| Jeff Rutledge                              | 1                          | 0                          | 0                          | 0                          | 0.00                       |
| Mark Rypien                                | 6                          | -4                         | 0                          | 2                          | -0.67                      |
| Redskins Receiving, Ресиверы / принимающие |                            |                            |                            |                            |                            |
|                                            | Rec11                      | Yds12                      | TD13                       | LG14                       | Target15                   |
| Gary Clark                                 | 7                          | 114                        | 1                          | 34                         | 12                         |
| Art Monk                                   | 7                          | 113                        | 0                          | 31                         | 10                         |
| Earnest Byner                              | 3                          | 24                         | 1                          | 10                         | 5                          |
| Ricky Sanders                              | 1                          | 41                         | 0                          | 41                         | 3                          |
| Terry Orr                                  | 0                          | 0                          | 0                          | 0                          | 1                          |

| Bills Passing, Пасующие                 | Bills Passing, Пасующие | Bills Passing, Пасующие | Bills Passing, Пасующие | Bills Passing, Пасующие | Bills Passing, Пасующие |
|                                         | C/ATT                   | Yds                     | TD                      | INT                     | Rating                  |
| --------------------------------------- | ----------------------- | ----------------------- | ----------------------- | ----------------------- | ----------------------- |
| Jim Kelly                               | 28/58                   | 275                     | 2                       | 4                       | 44.8                    |
| Frank Reich                             | 1/1                     | 11                      | 0                       | 0                       | 112.5                   |
| Bills Rushing, Выносящие/Бегущие        |                         |                         |                         |                         |                         |
|                                         | Car                     | Yds                     | TD                      | LG                      | Yds/Car                 |
| Kenneth Davis                           | 4                       | 17                      | 0                       | 13                      | 4.25                    |
| Jim Kelly                               | 3                       | 16                      | 0                       | 9                       | 5.33                    |
| Thurman Thomas                          | 10                      | 13                      | 1                       | 6                       | 1.30                    |
| James Lofton                            | 1                       | -3                      | 0                       | -3                      | -3.00                   |
| Bills Receiving, Ресиверы / принимающие |                         |                         |                         |                         |                         |
|                                         | Rec                     | Yds                     | TD                      | LG                      | Target                  |
| James Lofton                            | 7                       | 92                      | 0                       | 18                      | 17                      |
| Andre Reed                              | 5                       | 34                      | 0                       | 12                      | 11                      |
| Don Beebe                               | 4                       | 61                      | 1                       | 43                      | 9                       |
| Kenneth Davis                           | 4                       | 38                      | 0                       | 12                      | 6                       |
| Thurman Thomas                          | 4                       | 27                      | 0                       | 8                       | 5                       |
| Keith McKeller                          | 2                       | 29                      | 0                       | 21                      | 5                       |
| Al Edwards                              | 1                       | 11                      | 0                       | 11                      | 2                       |
| Pete Metzelaars                         | 1                       | 2                       | 1                       | 2                       | 2                       |
| Jim Kelly                               | 1                       | -8                      | 0                       | -8                      | 1                       |

| - 1C/ATT, Completions/attempts, сколько раз бросал пас / сколько раз его поймали игроки - 2Yds, сколько ярдов накидал пасом - 3TD, количество тачдаунов - 4INT, interception или перехват - 5Rating, рейтинг квотербека | - 6Carries, количество выносов - 7Yds, сколько ярдов набрал выносом - 8TD, сколько раз забежал в тачдаун в результате выноса - 9LG, Long gain, самый длинный вынос - 10Yds/Car, среднее количество ярдом за один вынос | - 11Rec, Receptions, количество пойманных пасов - 12Yds, сколько ярдов набрал пасом - 13TD, сколько раз забежал в тачдаун после ловли мяча - 14LG, Long gain, самый длинный полёт мяча + забег с ним по полю - 15Target, сколько раз ему бросали |